# Koča na gozdu
Koča na gozdu (1226 m) je planinska postojanka, ki stoji ob cesti na Vršič, nad Veliko Pišnico. Nekoliko nižje je postavljena Ruska kapelica v spomin na ruske ujetnike, žrtve snežnega plazu med prvo svetovno vojno. Prva koča, poimenovana Rimlova koča, je bila zgrajena leta 1916 za potrebe graditeljev vršiške ceste med prvo svetovno vojno. Po vojni je bila preurejena v planinsko postojanko, odprto 2. julija 1922. Zaradi dotrajanosti so jo leta 1979 morali zapreti. Na njenem mestu je bila 24. maja 1986 zgrajena in odprta nova večja in sodobnejša postojanka. Upravlja jo PD Kranjska Gora.

## Dostop
- 8 km po cesti iz Kranjske Gore (peš 2 h)

## Prehodi
- 30 min: do Mihovega doma na Vršiču (1085 m)
- 1 h: do Erjavčeve koče na Vršiču (1525 m)

## Vzponi na vrhove
- 4 - 5 h: Prisojnik (2547 m), po Hanzovi poti